# 埃爾波韋尼爾區 (聖馬丁省)
6°12′49″S 75°48′14″W / 6.2135°S 75.8038°W
埃爾波韋尼爾區（西班牙語：Distrito de El Porvenir），是秘魯的一個區，位於該國中北部聖馬丁大區的聖馬丁省，始建於1962年6月18日，面積472.6平方公里，海拔高度110米，2005年人口1,614，人口密度每平方公里3.4人。